# Buraza
Buraza är en kommun i Burundi. Den ligger i provinsen Gitega, i den centrala delen av landet, 70 kilometer sydost om Burundis största stad Bujumbura.